# Georges Passerieu
Georges Passerieu (* 18. November 1885 in London; † 5. Mai 1928 in Épinay-sur-Orge) war ein französischer Radrennfahrer.

## Biographie
Der in London geborene Franzose Georges Passerieu hatte eine britische Mutter und einen französischen Vater, weshalb er im Peloton l’Anglais du Paris genannt wurde. 1905 gewann er als Amateur das Rennen Paris-Reims und wurde französischer Meister der Steher.
Daraufhin erhielt Passerieu im Jahr darauf einen Profivertrag in einem von dem Autohersteller Peugeot gesponserten Team. 1907 entschied er Paris–Roubaix für sich. Er erreichte das Vélodrome roubaisien ein wenig vor dem Feld allein. Am Eingang zur Radrennbahn wurde er von einem Polizisten angehalten, der überprüfte, ob er die notwendige Gebühr für die Benutzung von Straßen bezahlt habe. Die organisierende Zeitung L’Auto hatte die Fahrer vor dem Rennen dringend darauf hingewiesen, diese Gebühr zu entrichten. Trotz dieses Aufenthaltes gelang es Passerieu, vor Cyrille Van Hauwaert in die Bahn einzufahren. Er überfuhr die Ziellinie in dem Moment, als Van Hauwaert die Bahn erreichte.
Zwischen 1906 und 1908 gewann Passerieu insgesamt sieben Etappen be der Tour de France. In der Gesamtwertung belegte er in drei aufeinanderfolgenden Jahren die Plätze zwei bis vier. Im Jahr 1908 gelang es Passerieu als einzigem Fahrer den Anstieg zum Ballon d’Alsace ohne Absteigen vom Rad zu erklimmen, alle anderen Fahrer schoben ihre Räder den Berg hinauf.
Bei dem 600 Kilometer langen Eintagesrennen Bordeaux–Paris belegte Passerieu 1908 sowie 1913 Rang vier. Bei der ersten Austragung des Berliner Sechstagerennens 1909 wurde er gemeinsam mit Maurice Brocco Dritter.
Georges Passerieu starb 1928 im Alter von 42 Jahren in einer Nervenheilanstalt in der Bretagne.

## Grand-Tour-Platzierungen
| Grand Tour            | 1906 | 1907 | 1908 | 1909 | 1910 | 1911 | 1912 | 1913 | 1914 |
| --------------------- | ---- | ---- | ---- | ---- | ---- | ---- | ---- | ---- | ---- |
| Vuelta a EspañaVuelta | –    | –    | –    | –    | –    | –    | –    | –    | –    |
| Giro d’ItaliaGiro     | –    | –    | –    | –    | –    | –    | –    | –    | –    |
| Tour de FranceTour    | 2    | 4    | 3    | –    | –    | DNF  | DNF  | DNF  | DNF  |

## Teams
- 1906 Peugeot
- 1907–1908 Peugeot-Wolber
- 1909 Griffon-Wolber
- 1911 La Française-Diamant
- 1913 Automoto-Continental
- 1914 Phebus-Dunlop
- 1914 Atala-Dunlop